# 戀色Chu!Lips
《戀色Chu!Lips》是由PeasSoft製作於2006年6月30日發售的戀愛冒險類型成人遊戲。

## 故事
神本遼有天收到父親寄來的包裹，就在他拆開包裹後發現是一個壺，此時卻出現自稱是邱比特的少女花戀。由於要讓花戀回去需要遼找到戀人，兩人因此開始展開同居生活。

## 角色

### 主要角色
神本遼
本作的男主角。千條學園的二年級學生，雙親是考古學家並且在國外工作而獨自居住。
神本花戀
身高：160cm，三圍：85/50/82，生日：6月3日，血型：O型
遼在無意間所召喚來的少女。能夠變出各種道具來協助遼找到戀人，並且以遼的表妹身份轉學到他的班級。
一之瀨未來（聲優：愛原瑞生）
身高：163cm，三圍：83/52/80，生日：9月9日，血型：A型
遼的同學和青梅竹馬。
春日美咲（聲優：北都南）
身高：155cm，三圍：80/51/82，生日：6月10日，血型：AB型
遼的學妹。
宮塚渚（聲優：草柳順子）
身高：158cm，三圍：88/51/83，生日：3月18日，血型：B型
遼的學妹。入學時對遼一見鍾情。
真部雫（聲優：歌織）
身高：164cm，三圍：86/50/84，生日：12月25日，血型：O型
遼的班級老師。

### 其他角色
香田優
遼的學妹。對渚抱有戀心。
望月凛果（聲優：かわしまりの）
遼的同學。擔任班長。
夜櫻芽衣
遼的學妹。
愛沙（聲優：櫻川未央）
花戀的競爭對手。
大道寺郁哉（聲優：虎之進）
遼的同學和朋友。

## 主題曲
片頭曲「HONEY」
作詞、作曲、編曲：a.k.a.dRESS，主唱：佐倉紗織
片尾曲「禮物」（プレゼント）
作曲：Dreaming Rabbit，作詞、主唱：Rita

## 外部連結
- PeasSoft（日語）